# خوزه لوئیس پالومینو
خوزه لوئیس پالومینو (اسپانیایی: José Luis Palomino‎؛ زادهٔ ۵ ژانویهٔ ۱۹۹۰) بازیکن فوتبال اهل آرژانتین است که برای باشگاه آتالانتا بازی می‌کند.
از باشگاه‌هایی که در آن بازی کرده‌است می‌توان به باشگاه ورزشی سن لورنسو آلماگرو، باشگاه فوتبال آرژانتینوس جونیورز، باشگاه فوتبال متس و باشگاه فوتبال آتالانتا اشاره کرد.